# Francisco de Garay
Francisco de Garay (ur. 1475 w Sopuerta, Bizkaia, zm. 1523) – hiszpański konkwistador, gubernator Jamajki.
W latach 1518–1523 był inicjatorem trzech wypraw do Meksyku w celu zawładnięcia złota odkrytego przez Juana de Grijalva. Pierwszą wyprawę zorganizował w 1518 roku. Jej dowódcą był Alonzo Alvarez de Pineda. Ekspedycja wyruszyła do Meksyku przez Florydę i Zatokę Meksykańską i miała zadanie ubiec inna wyprawę Diego Velázquez de Cuéllara w zdobyciu złota. Wyprawa w ujściu rzeki Panuco została zaatakowana przez Indian. Z walki uratowano jeden statek, który wraz ze schorowaną załogą dopłynął do Veracruz. Ocalali marynarze przyłączyli się do ekspedycji Hernánda Cortésa.
W 1519 roku Francisco de Garay wysłał kolejny statek dla Pinedy z zaopatrzeniem, a sam z tytułu tragicznej wyprawy rościł sobie pretensje do zachodnich i północnych brzegów Zatoki Meksykańskiej. W 1523 roku poprowadził trzecią wyprawę do ujścia rzeki Panuco. Stanął na czele trzynastu statków i tysiąca żołnierzy. Flota, przez sztorm została zepchnięta na północne wody Zatoki w okolice laguny Madre. Garay postanowił lądem pomaszerować na południe, a statki z zaopatrzeniem wysłać wzdłuż brzegu. Flota na wysokości Panuco przeszła na stronę Corteza, a żołnierze rozpierzchli się i zaczęli toczyć walki z Indianami, którzy bronili swoich dobytków. Francisco de Garay przedarł się do Panuco i tam dzięki Gonzalowi de Sandoval dostał się do Meksyku. W tym samym roku zmarł.